# Château de Saint-Ouen (Saint-Ouen-sur-Seine)
Pour les articles homonymes, voir Château de Saint-Ouen.
Le château de Saint-Ouen est une demeure située à Saint-Ouen-sur-Seine, en  Île-de-France. Le château actuel, construit au XIXe siècle par Jean-Jacques-Marie Huvé, est classé dans sa totalité aux monuments historiques. C'est un exemple particulièrement soigné d'architecture de la Restauration. Le mobilier qui occupait ce château, jusqu'à son transfert en Lorraine au milieu du XIXe siècle, est également d'une qualité exceptionnelle ; racheté par l'État, il pourrait à l'avenir être exposé à nouveau dans le château.

## Situation
Le château est situé aux nos 12 à 46 rue Albert-Dhalenne. Il est historiquement situé à la périphérie du vieux Saint-Ouen, dont le centre était marqué par l'église Saint-Ouen-le-Vieux.
Le domaine s'étendait sur une terrasse dominant les berges de la Seine, entre la rue de Paris (actuelle rue Albert-Dhalenne), la route de la Révolte et l'actuelle rue des Bateliers. Le grand Parc des Docks de Saint-Ouen, ouvert en 2013, occupe la partie nord de ce domaine.

## Histoire

### Les premiers châteaux
Un premier domaine, situé à Clippiacum et dont il ne reste rien, existait depuis l'époque de Charles VI.
En 1642, Séraphin Mauray, seigneur de Saint-Ouen depuis 1640 à la suite d’un échange avec le grand aumônier de l’abbaye de Saint-Denis, fonde deux foires annuelles. La foire aux porcs se tient entre le pré du château et la Seine le dernier dimanche d’août et le dimanche de la saint Louis (25 août).

#### Le château de Boisfranc, Surintendant des finances et Chancelier de la Maison de Monsieur, frère du Roi
En 1664, Séraphin Mauray vend la seigneurie à Joachim Adolphe de Seiglières de Boisfranc, chancelier de Monsieur, frère du roi Louis XIV. De 1664 à 1669, celui-ci fait édifier un nouveau château par l'architecte Antoine Lepautre. Ce château est constitué de trois corps de bâtiments organisés autour d’une cour. Le pavillon central est orné d’un fronton.
L’orangerie, située à l'est, est elle aussi décorée d’un fronton et de bustes disposés dans les baies. À l'intérieur de l'orangerie, une grande fresque illusionniste est peinte par Bon Boullogne (et peut-être avec l'aide de Jacques Rousseau pour l'architecture ?), en hommage à la déesse Cérès. Cette perspective peinte est réalisée à l'imitation de celles du château de Saint-Cloud pour Monsieur, Philippe d'Orléans.
Une longue allée traverse le parc pour mener sur une place circulaire (l'actuelle place de la République).

En 1673, Boisfranc reçoit Monsieur à Saint-Ouen : 
"Le lendemain Monsieur de Boisfranc, Sur-Intendant des Finances de la Maison de Monsieur, regala dans sa Maison de S. Oüen toute la compagnie. On se promena d’abord sur les Terrasses & dans les Jardins, où l’on entendit de tous costez des Violons, des Muzettes & des Hautbois qui estoient cachez derriere des Buissons. Apres que l’on se fut promené long-temps, & que l’on eut visité tous les Appartemens de cette belle Maison, on servit une Collation de viandes & de fruits pour Monsieur & Madame, & pour vingt Femmes de la plus haute Qualité. Les Violons divertirent d’autant plus pendant ce magnifique Repas, qu’ils estoient placez dans un Salon fort propre à bien faire entendre de pareils Instrumens, & qui en multiplioit les sons. On servit en suite plusieurs autres Tables pour les Personnes de Qualité qui se trouverent à cette Feste, & tous les Officiers de Monsieur furent parfaitement bien regalez. Chacun ne fut pas plutost levé de table, qu’on apperçeut au bout du Salon, un Theatre tout brillant, & dont la Décoration n’estoit que de Vazes garnis de fleurs, & de Gueridons dorez, remplis de Girandolles. On representa sur ce Theatre une Piece de Monsieur Racine ; le nom de l’Autheur doit faire juger de la beauté de l’Ouvrage ; & l’on eut ensuite le Crispin Medecin, Comedie en trois Actes du Sieur de Haute-Roche, que Monsieur avoit souhaité, parce qu’il l’avoit déja veu, & s’y estoit diverty, ainsi qu’à toutes celles de cet Autheur qui ont toûjours réüssy."

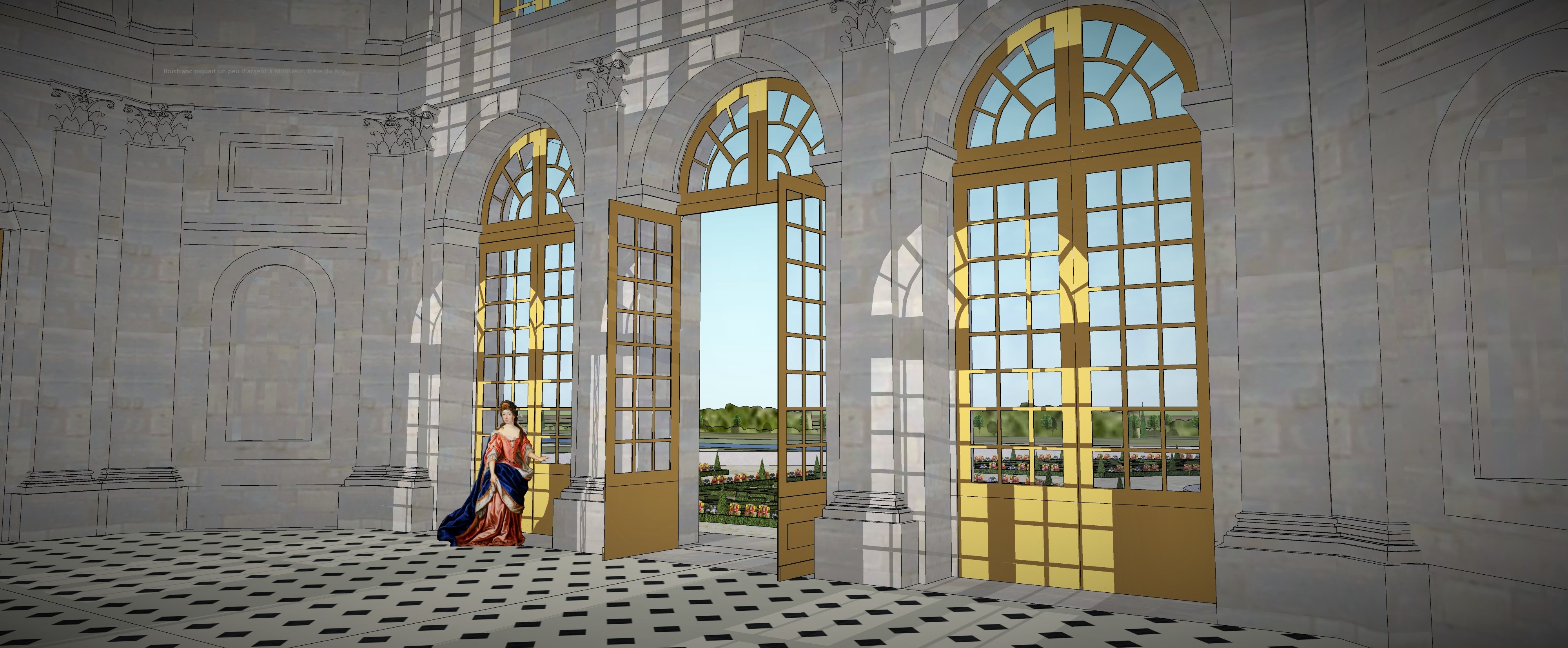
Schéma de l'intérieur du grand salon à l'italienne du château de Saint-Ouen, au XVIIe siècle. (voir aussi le clip vidéo 3D)
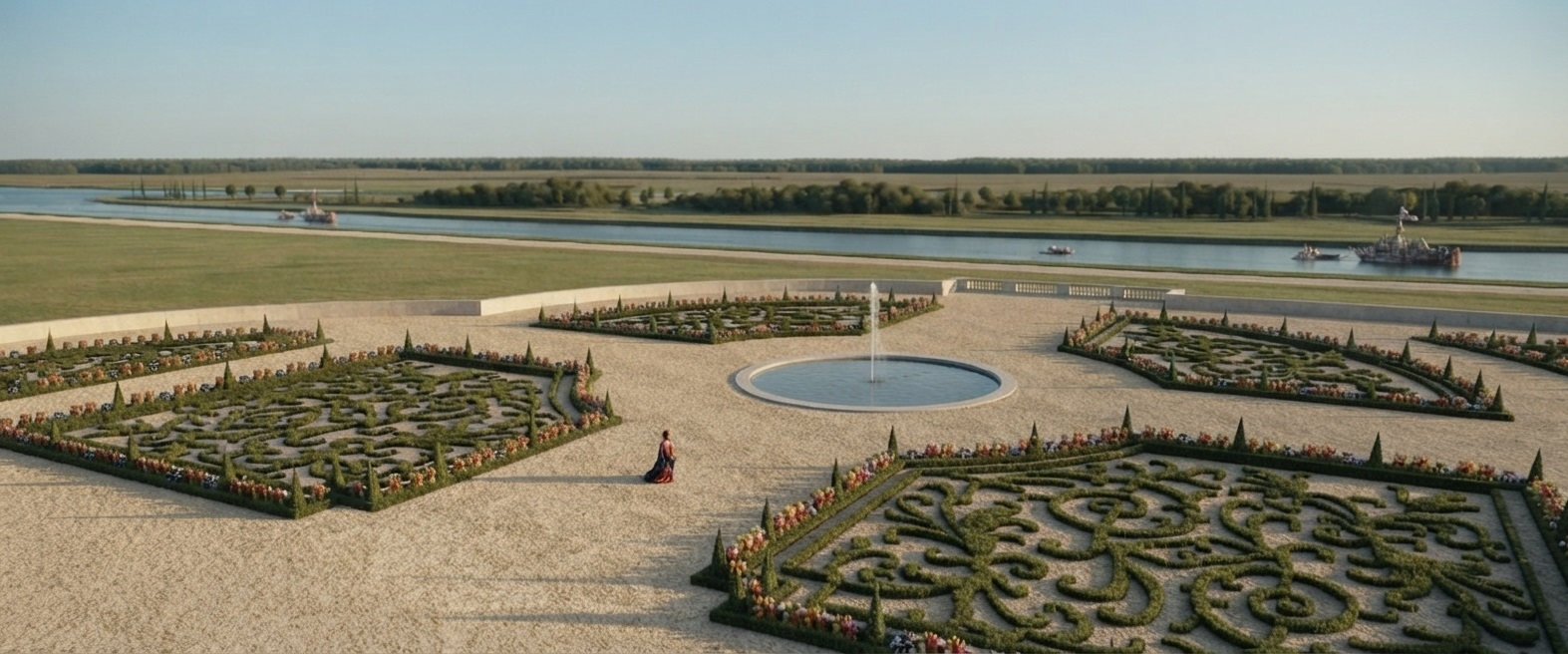
Restitution de la vue sur le parterre du château de Saint-Ouen à la fin du XVIIe siècle. Vue depuis le balcon du premier étage du château.

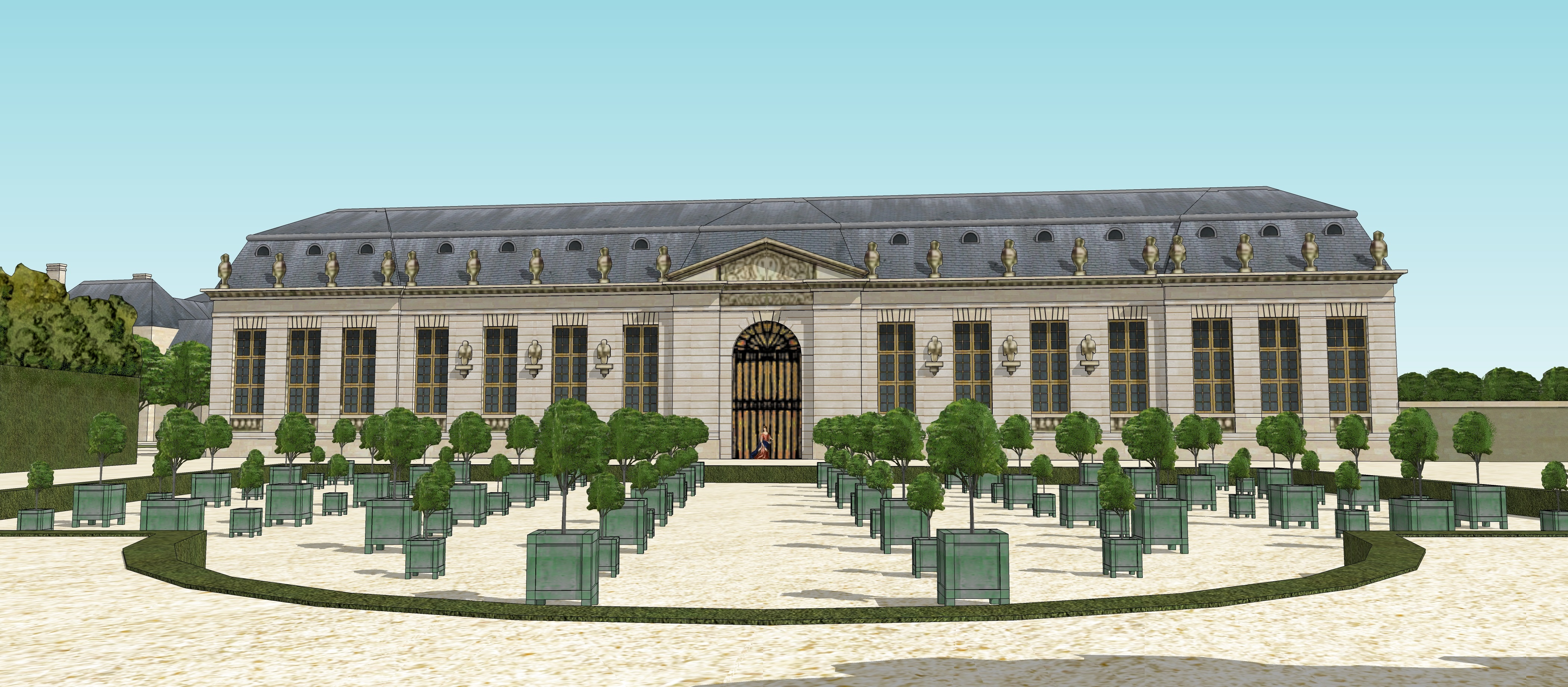
Restitution du parterre de l'Orangerie du château de Saint-Ouen, vers 1680.

Au début de l'été 1679, l'Orangerie est inaugurée par Monsieur. Elle voisine avec une ferme, l'emplacement étant situé du côté du jardin sud. Le parterre de l'Orangerie est tracé légèrement de biais.
A la fin de l'été 1682, le Grand Dauphin chasse dans les environs, et s'arrête plusieurs fois à Saint-Ouen pour prendre une collation.

Monseigneur le Dauphin trouvant l'Image de la Guerre dans l'exercice de la Chasse, a continué pendant tout ce mois à prendre ce divertissement. Il a chassé tres-souvent aux environs de Versailles, d'où il est venu trois fois dans la Plaine de S. Denys, & chaque fois ce Prince a fait collation à S. Oüen dans la belle Maison de Mr de Boisfranc. Monsieur, Madame, & Mademoiselle, vinrent se promener au mesme Lieu au commencement de ce mois. Leurs Altesses Royales estoient accompagnées de Madame la Princesse de Rohan, de Madame la Duchesse de Vantadour, de Madame de Grancé, de Madame la Marquise d'Effiat, de Madame de Gourdon, & de Mademoiselle de Loupes. Toute cette illustre Compagnie arriva sur les quatre heures, & se promena d'abord sur les Terrasses & dans les Jardins ; mais le lieu où l'on demeura le plus longtemps, fut l'Orangerie. C'est un endroit enchanté. On y voit une grande Perspéctive, qui représente Cerés, que Leurs Altesses Royales trouverent tres-bien faite, & tres-finie. Aussi cette Perspéctive e-t-elle esté peinte par une jeune Homme de l'Académie, dont les Ouvrages sont estimez. Il s'appelle Mr de Boulogne. Apres qu'on fut revenu de la promenade, on entra dans un Sallon, où Mr de Boisfranc donna un magnifique Ambigu à Leurs Altesses Royales, qui firent l'honneur à Mademoiselle de Boisfranc de la faire manger à leur table. Mr de Boisfranc servit Monsieur ; & Mr de Boisfranc son Fils, Maistre des Requestes, servit Madame & Mademoiselle.

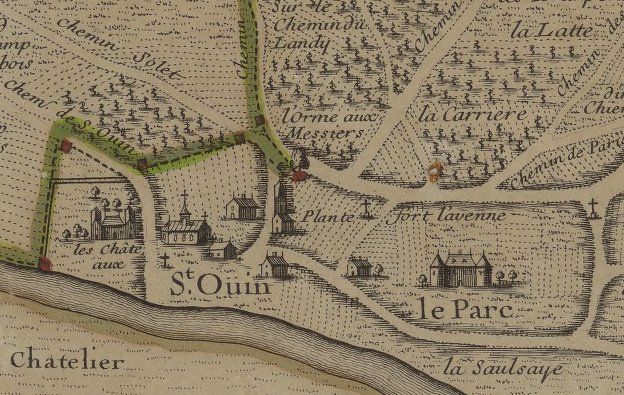
Vue sur le plan du terroir de Saint-Denis en 1707.
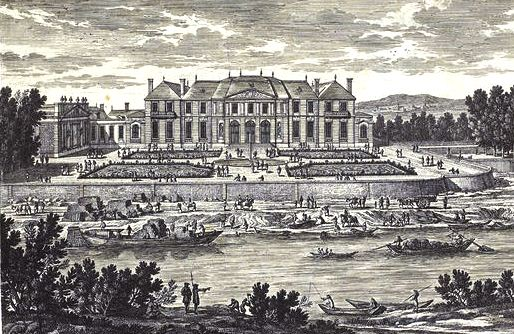
Vue de l'ancien château, vers 1700.

#### Les ducs de Gesvres
La fille de Boisfranc s'est mariée avec le marquis de Gesvres. Le Mercure Galant rappelle sa mort survenue en 1702 à seulement 38 ans.
"Dame Marie-Magdeleine-Geneviéve Louise de Seigliere de Boisfranc, épouse de Messire Bernard François Potier, Marquis de Gesvres, premier Gentilhomme de la Chambre du Roy. Elle n’estoit âgée que de trente-huit ans. Tous ceux qui la connoissoient demeurent d’accord qu’elle avoit tout l’agrément & tout le merite imaginable, & une tres grande modestie, jointe à des manieres toutes engageantes qui l’ont toûjours fait juger digne du haut rang où elle estoit destinée. Mr de Boisfranc son pere a esté Sur-Intendant & Chancelier de la Maison de feu S.A.R. Monsieur. Il est proche parent de feu Mr de Bertillac, Garde du Tresor Royal.
Le château appartient ensuite à Léon Potier, duc de Gesvres (1620-1704), gouverneur de Paris, dès 1679, puis à François Joachim Bernard Potier, marquis de Gesvres (1692-1757). Les ducs de Gesvres restent propriétaire du château jusqu'à la révolution, mais ils vendent par deux fois son usufruit : à la marquise de Pompadour de 1759 à 1764 et au duc de Nivernais en 1782.

#### Le château et la marquise de Pompadour
Aussi étrange que cela puisse paraître, la marquise de Pompadour, après avoir vendu son château de Crécy, n'acheta que l’usufruit du château de Saint-Ouen de 1759 à sa mort, en 1764. Elle n'en fut donc ni locataire (comme ce fut le cas au château de Champs-sur-Marne) ni propriétaire à proprement parler.
Le château érigé par Antoine Lepautre pour Boisfranc présentait un plan classique en U, et une longue façade, agrémentée de deux ailes prolongeant le corps central, côté jardin face à la Seine.
L’originalité de Saint-Ouen résidait en fait dans son organisation intérieure ; le corps central comportait en effet une enfilade de trois salons à l’italienne, dont les décors avaient entièrement été remaniés par les Slodtz dans les années 1750. Le salon à l'italienne est un dispositif illustré avec faste au château de Vaux-le-Vicomte, dont le grand salon ovale est l'exemple le plus fameux - c'est-à-dire une pièce occupant toute la hauteur du bâtiment.
Cette référence en tête, c'est dire combien l'enfilade des trois salons à l'italienne de Saint-Ouen devait être impressionnante, dont les décors étaient agrémentés des portraits de toute la famille royale. Ce dispositif spectaculaire, créé pour le duc de Gesvres, servait la volonté affichée de reconnaissance sociale de la marquise de Pompadour, devenue en 1752 duchesse de Menars.
En parallèle de ce décor existant, Mme de Pompadour mit en œuvre un grand projet de restructuration dès son acquisition, dont la dépense atteignit plus de 500 000 livres! Les communs furent ainsi entièrement reconstruits et de nombreuses modifications apportées.
En raison de l’absence d’iconographie et en recoupant les différentes sources, une restitution du plan du rez-de-chaussée a pu être établie, permettant de saisir le projet architectural de Mme de Pompadour ; il semblerait que l’architecte qui supervisa cette restructuration ne fut autre que Ange-Jacques Gabriel, Premier Architecte du roi, qui gérait alors les chantiers des différentes résidences de la marquise.
Un objet fabuleux conservé au musée des Arts et Métiers, rappelle le souvenir de cette fastueuse résidence oubliée: un tableau animé représentant la façade coté Seine dans une somptueuse bordure en bois doré aux armes de la marquise.
Utilisant le salon à l’italienne central comme un pivot, un appartement pour le roi fut ainsi créé à l'initiative de la Marquise de Pompadour, faisant du prestigieux château de Saint-Ouen le reflet de son statut, symbole de sa victoire sociale et politique.

#### Les derniers fastes
Une dernière période de stabilité est donnée au château, dans l'état grandiose créé pour la marquise de Pompadour, avec son achat en 1811 par Vincent Potocki, grand chambellan de Pologne et général de cavalerie. Louis XVIII, de retour d'Angleterre, y signe dans la nuit du 2 au 3 mai 1814 un acte historique : la déclaration de Saint-Ouen rétablissant la monarchie, reconnaissant cependant certaines libertés acquises durant la Révolution française et l'Empire.

### Le château actuel

#### La construction
Il ne reste rien de l'ancien château. Celui-ci est en effet acquis en 1816 par Louis XVIII, qui le détruit pour en faire construire un nouveau par Jean-Jacques-Marie Huvé, dans le style néo-palladien. La première pierre est posée le 8 juillet 1821. Le 29 octobre 1822, le roi cède le château pour 400 000 francs à sa favorite, madame du Cayla. Le château de Saint-Ouen est décoré et meublé au goût du jour par des artisans réputés : les ébénistes Pierre-Antoine Bellangé et Étienne-Joseph Poirier, quatre bronziers, Lucien-François Feuchère, Pierre-Victor Ledure, la fabrique Lenoir-Ravrio et Pierre-Philippe Thomire, les tapissiers A. Brizard et Granjean, les stucs et staffs Le Roi et, pour la peinture décorative, Pierre Luc Charles Cicéri. Un ensemble conséquent de peintures du baron Gérard complète cet ensemble mobilier. La comtesse tient une grande fête d'inauguration le 2 mai 1823, où est présenté le portrait du roi, peint par Gérard. Le château de Saint-Ouen est ouvert à la visite dès l’été 1823 et Madame du Cayla donne régulièrement des « billets » permettant d’accéder au grand salon devenu mémorial en l'honneur de Louis XVIII.
La comtesse meurt en 1852 et, en 1869, une partie du mobilier est transférée dans le château d'Haroué (Lorraine).

#### L'abandon
En 1862, une ligne ferroviaire longeant le nord du domaine est tracée dans la bande de terrain située entre le parc et la Seine ; connectée à la ligne de Petite Ceinture (raccordement des Épinettes), cette ligne aboutit à la gare du pont de Saint-Ouen,. Le château est fortement endommagé durant le siège de Paris en 1871.

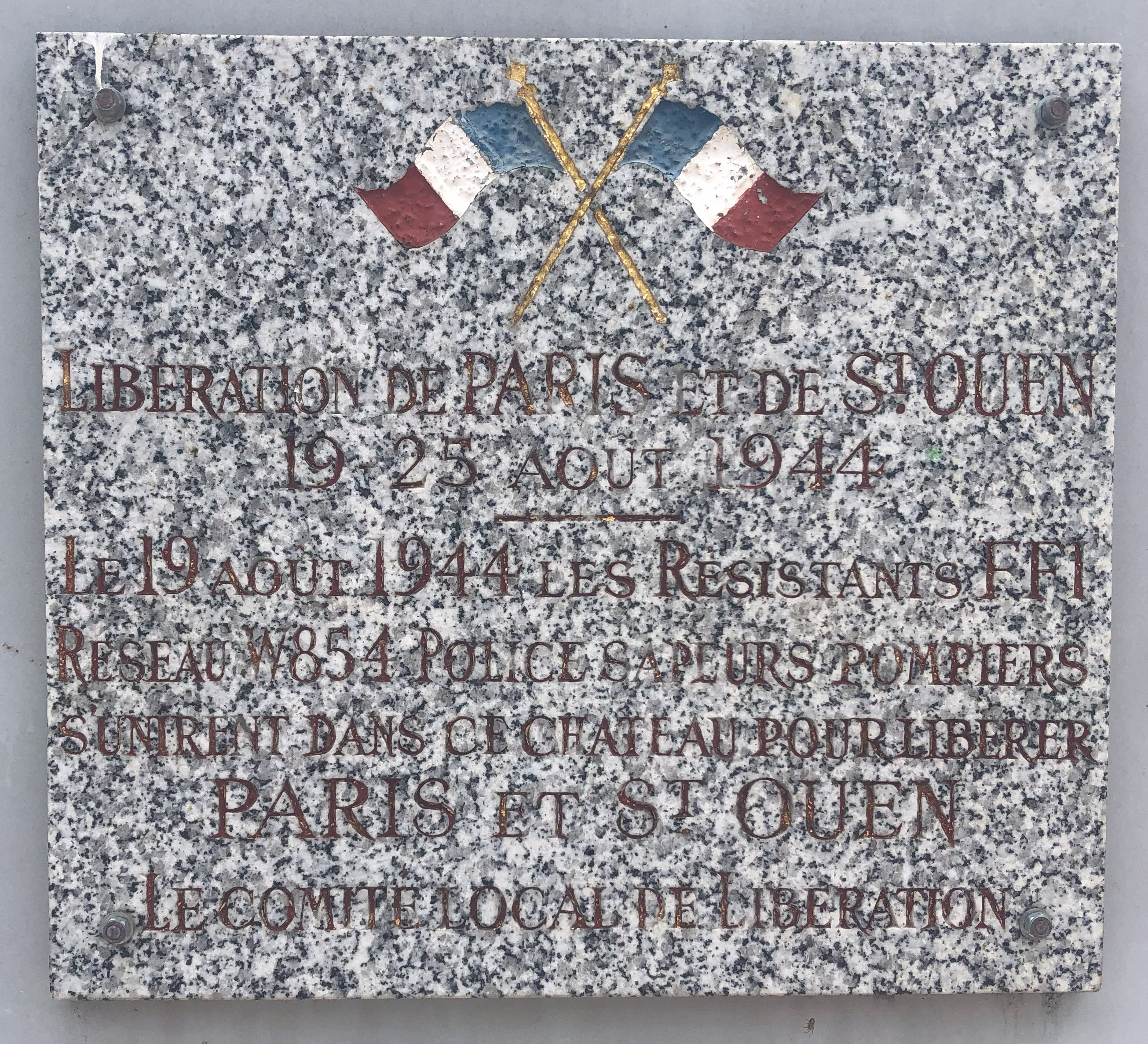
Plaque commémorative du comité local de libération

En 1881, Omer et René Talon, héritiers de madame du Cayla, louent le domaine à la Société d'encouragement hippique, qui le transforme en hippodrome. Le champ de courses établi dans le parc est fréquenté jusqu'en 1914. Durant la Première Guerre mondiale, le château devient un hôpital militaire.
Le domaine est racheté par Thomson-Houston (Alstom) en 1917. Le terrain de 26 ha est divisé en deux parties : à l'ouest, un ensemble non bâti constitué de terrains de sport et de jardins ouvriers et sur lequel se trouve le château laissé à l'abandon ; à l'est, est construite en 1921 une usine de fabrication de matériel électrique, connectée au réseau ferré.
Le 19 août 1944, les Résistants FFI du Réseau W 854, la Police et les sapeurs pompiers s'unissent dans le château dans le cadre de la libération de Saint-Ouen et de Paris.

#### La renaissance progressive
Le château est racheté par la commune en 1958, qui le restaure en 1963 pour en faire le musée d'histoire locale. Depuis, il accueille également le conservatoire de musique, théâtre et danse municipal.
Le château est inscrit au titre des monuments historiques par arrêté du 28 septembre 1961. Les salles du rez-de-chaussée sont classées par arrêté du 16 juin 1965. Ces protections sont remplacées par un arrêté de classement plus global le 9 mai 2019 qui protège le château en totalité, y compris la galerie périphérique située en sous-sol et le sol qui constitue sa couverture.
En janvier 1973, le château héberge, sous haute surveillance, la délégation vietnamienne (Front National de Libération - Viêt Cong) participant, avec les États-Unis, aux accords de paix de Paris, qui mettent fin à la Guerre du Viêt Nam (accords signés le 27 janvier 1973).
Le musée est fermé en 2005, mais sert toujours de réserve.
De 2007 à 2016, l'État fait l'acquisition du mobilier entreposé au château d'Haroué et classé au titre objet des monuments historiques. Il est exposé au château de Maisons-Laffitte avant restauration. Le 18 octobre 2017, le centre des monuments nationaux et la Ville de Saint-Ouen signent une convention en vue de définir un projet culturel pour le château et  d'y exposer ce mobilier à leur emplacement d'origine.
Durant les jeux olympiques de Paris 2024, le château est devenu la base arrière de la délégation olympique brésilienne.

## Architecture
Le bâtiment est composé sur plan carré avec un rez-de-chaussée, deux étages et comble aménagé, construit en pierres de taille.
L'intérieur comporte un vestibule central sur lequel s'ouvre une cage d'escalier monumental ; sur la gauche, une salle à manger a conservé son décor ancien et ses portes en loupe de noyer ; la salle de billard contient des cheminées et des consoles de marbre blanc ; le salon d'angle a conservé un beau décor de pilastres et de cheminées ; les plafonds sont décorés de pâtisseries formant caissons.

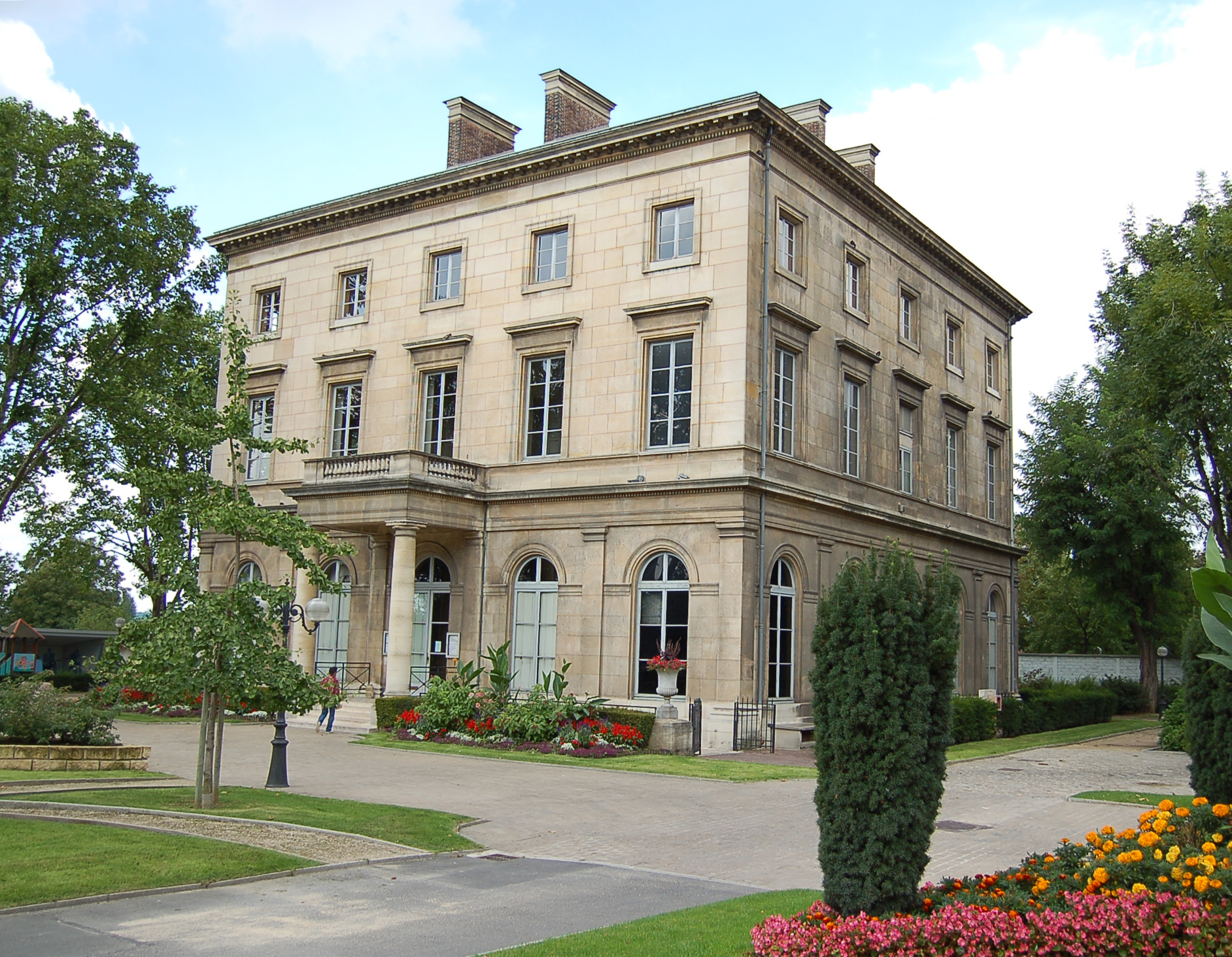
Le château en 2006.
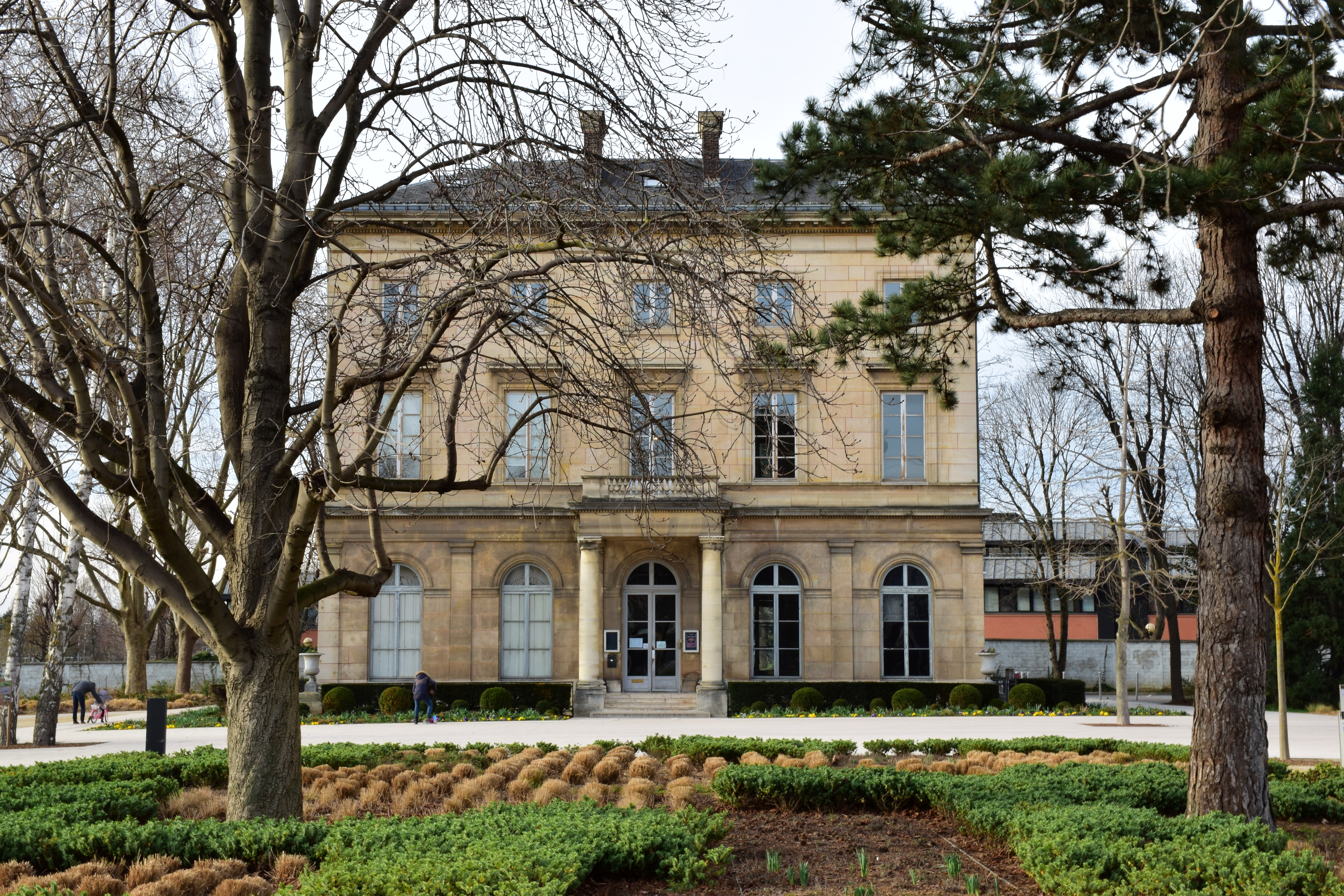
Le château en 2017.